# 阿里山郷

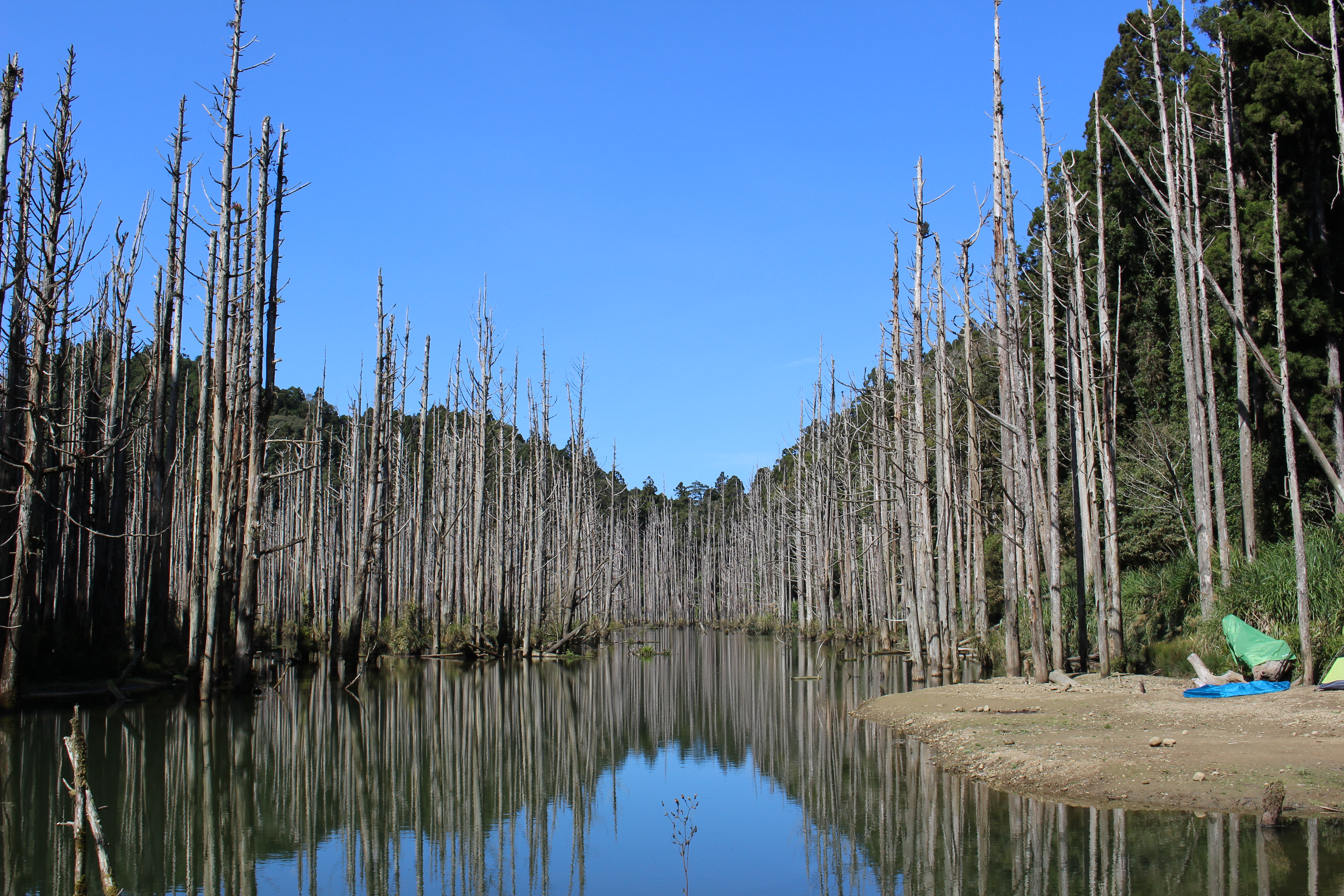
水漾森林

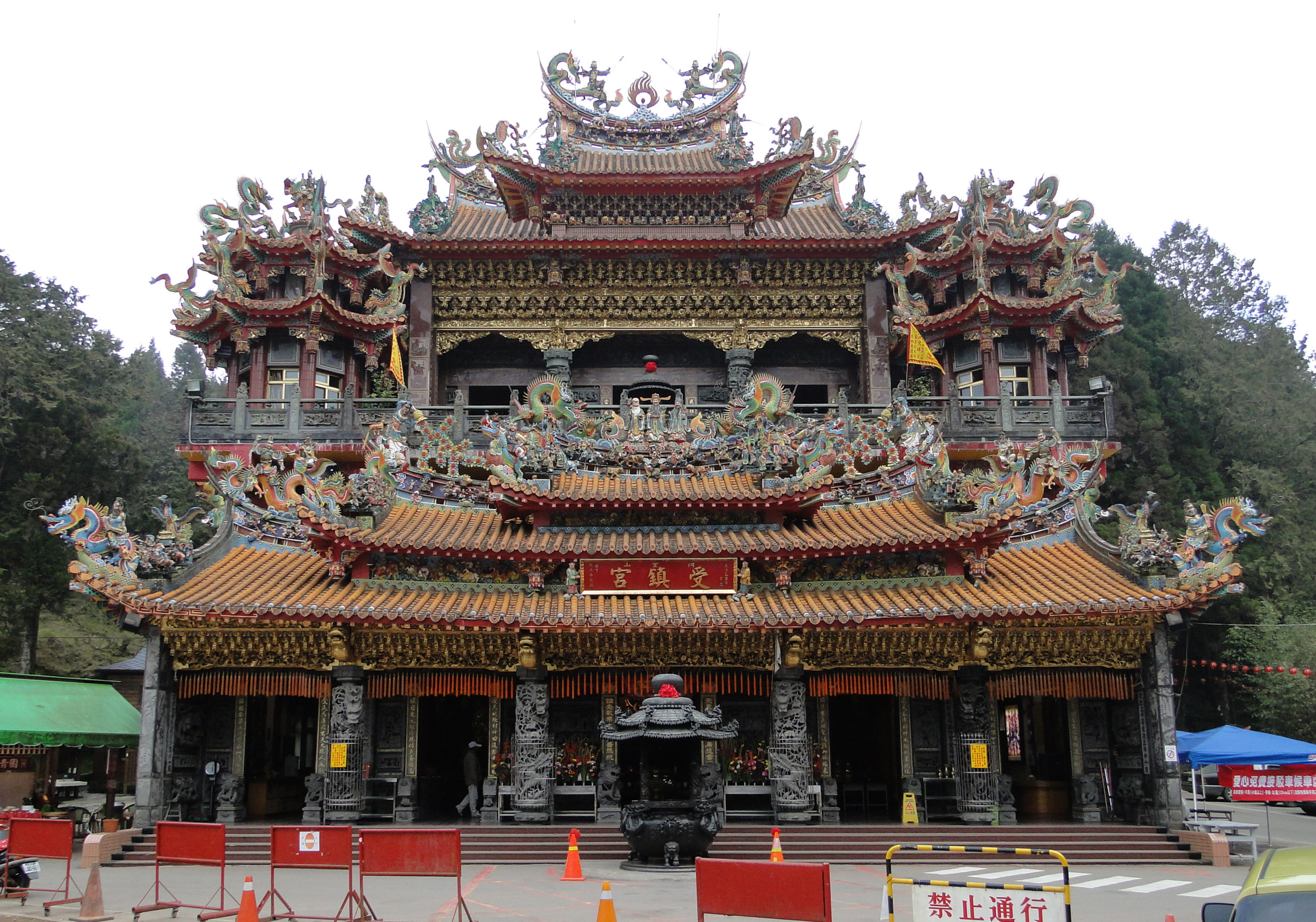
阿里山受鎮宮

阿里山郷（アリシャン/ありさん-きょう）は、台湾嘉義県の郷である。

## 地理
阿里山郷は嘉義県東部に位置し、南は大埔郷および高雄市那瑪夏区、西は梅山郷、竹崎郷、番路郷、東は高雄市桃源区および南投県信義郷と、北は南投県竹山鎮とそれぞれ接し、嘉義県全体の5分の1を占める県内最大面積の郷鎮である。嘉義市への通勤率は約22.5％。

## 歴史
嘉義地区には明末の鄭成功時代より漢人の入植が進み、清代の康熙末年には嘉南平原一帯の開発がほぼ完了していた。新たな土地を求めた漢人は乾隆年間ごろに竹崎郷、梅山郷一帯より阿里山地区に入植する者が出てきた。漢人の進出は、この地域を活動区域としていた原住民であるツォウ族との衝突につながった。漢人は奮起湖や瑞里等の集落を形成し、ツォウ族は漢人に圧迫され山地へと活動拠点を移した。このツォウ族を教化した故事で知られる「呉鳳神話」はこの時期に祖形が生まれたものである。
日本統治時代、日本政府はヒノキ材の伐採のために嘉義市よりこの地に至る阿里山森林鉄道を建設、阿里山で大量の木材が伐採されることになると同時に、阿里山における大きな観光インフラの整備が進んだ。
1946年、中華民国政府は呉鳳の「捨身取義」の行為（原住民からは否定的な評価を受けている）を顕彰してこの地（元・台南州嘉義郡の蕃地）を「呉鳳郷」と改称し、国民小学の教科書の中で呉鳳の物語を採用するなど、政治的に利用されることとなった。1987年9月9日、ツォウ族より政府に対し原住民差別政策の撤廃と、「呉鳳郷」を「阿里山郷」と改称し、呉鳳に関する内容の教科書からの削除を求める運動が成され、1989年3月1日に「阿里山郷」と改名され現在に至っている。

## 経済
- 農業
  - プランテーション作物: 阿里山茶（中国語版）、コーヒーノキ、ワサビ、薤
- 観光
- 阿里山郷農会

## 行政区
| 地区   | 村                                                                     |
| ------ | ---------------------------------------------------------------------- |
| 北九村 | 豊山村、来吉村、香林村、中正村、中山村、十字村、楽野村、達邦村、里佳村 |
| 南三村 | 山美村、新美村、茶山村                                                 |

### 沿革
| 年        | 行政区             |
| 1920~1945 | 台南州嘉義郡蕃地   |
| 1945~1950 | 台南県嘉義区呉鳳郷 |
| 1950~1989 | 嘉義県呉鳳郷       |
| 1989~     | 嘉義県阿里山郷     |

## 歴代郷長
| 代 | 氏名   | 任期 |
| -- | ------ | ---- |
| 1  | 高一生 |      |
| 2  | 汪文理 |      |
| 3  | 汪文理 |      |
| 4  | 武野仁 |      |
| 5  | 莊野秋 |      |
| 6  | 江有義 |      |
| 7  | 江有義 |      |
| 8  | 武野仁 |      |
| 9  | 武野仁 |      |
| 10 | 莊安然 |      |
| 11 | 石信忠 |      |
| 12 | 石信忠 |      |
| 13 | 湯保富 |      |
| 14 | 湯保富 |      |
| 15 | 陳明利 |      |
| 16 | 陳明利 |      |
| 17 | 杜力泉 | 現任 |

## 教育

### 国民小学
- 嘉義県立香林国民小学
- 嘉義県立來吉国民小学
- 嘉義県立十字国民小学
- 嘉義県立山美国民小学
- 嘉義県立茶山国民小学
- 嘉義県立新美国民小学
- 嘉義県立達邦国民小学
- 嘉義県立楽野国民小学
- 嘉義県立豊山国民小学

## 交通
| 種別 | 路線名称 | その他                                                              |
| ---- | -------- | ------------------------------------------------------------------- |
| 鉄道 | 阿里山線 | 多林駅 十字路駅 屏遮那駅 第一分道駅 二万坪駅 神木駅 阿里山駅 沼平駅 |
| 鉄道 | 祝山線   | 沼平駅 十字分道駅 祝山駅                                            |
| 鉄道 | 眠月線   | 阿里山駅 沼平駅 石猴駅（現在営業休止中）                            |

## 観光

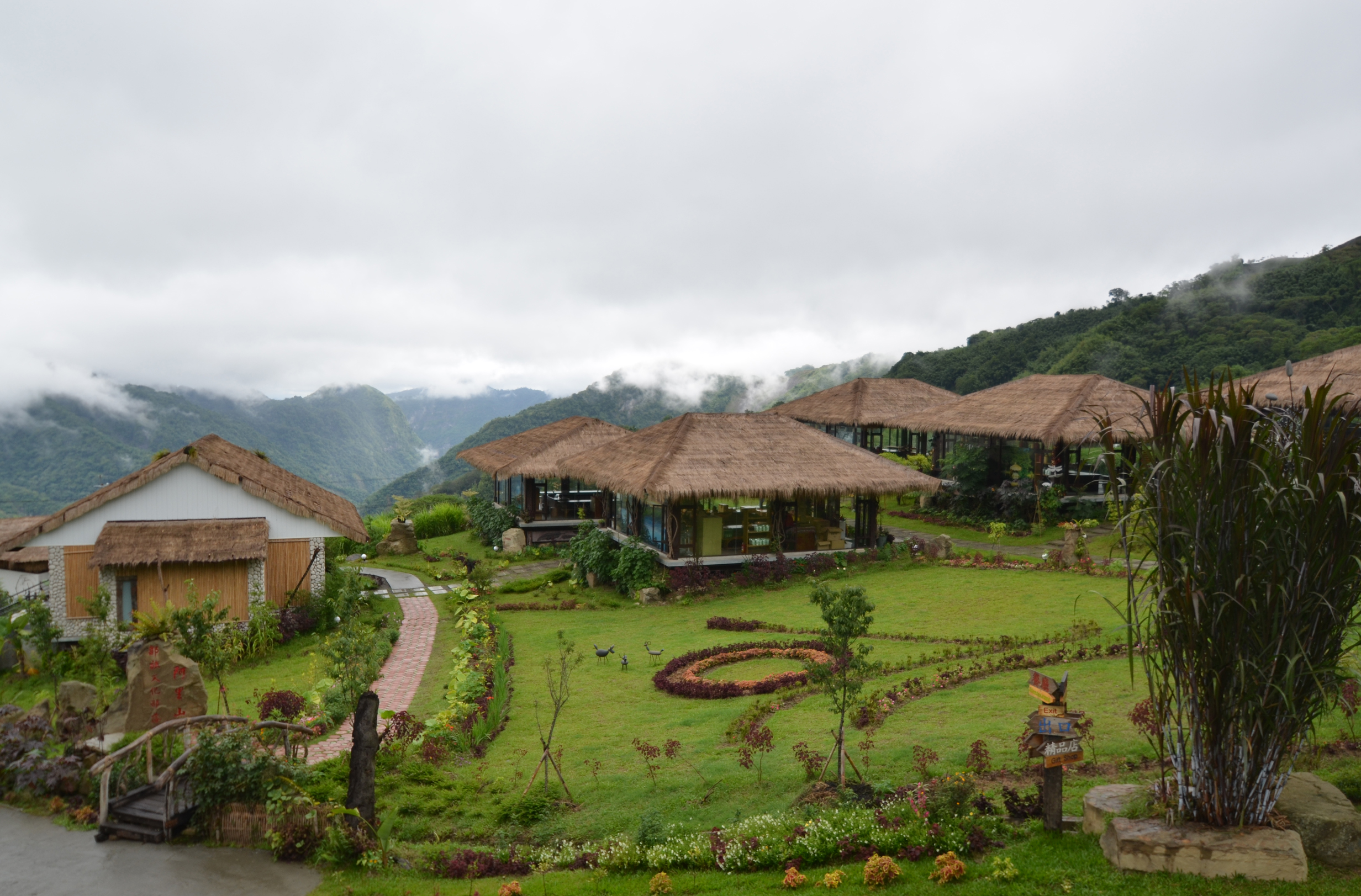
ユユパスツォウ族文化集落

- 阿里山国家風景区
  - 祝山
  - 茶山卓武山風景区
  - 達娜伊谷
  - 来吉村風景区
  - 豊山村風景区

## 舞台となった作品
映画
- 「阿里山の侠児」[1]